# Cingoni Varró
Cingoni Varró (en llatí Cingonius Varro) va ser un senador romà del temps de Neró, al segle i.
A la mort de l'emperador l'any 68, va donar suport a la reclamació del tron per part de Nimfidi Sabí, i per aquesta raó l'emperador Galba el va fer executar. En el moment de la mort era cònsol designatus.